# Палата Спонза
Палата Спонза или Дивона је готичко-ренесансна палата у Дубровнику.
Грађена је од 1516. до 1521. године. Градили су је дубровачки мајстор Паскоје Миличевић и браћа Андријић с Корчуле од 1516. до 1520. године.
За време Дубровачке републике, имала је разне функције. Била је царинарница, државна благајна, банка, ковница новца, школа и ризница. Палата је првобитно била намењена за царинарницу у којој се царинила трговачка роба што су је трговци доносили из свих крајева света. Атриј палате с аркадама представљао је најживље трговачко средиште и састајалиште пословних људи Републике. У једном крилу налазила се државна ковница новца коју је Република основала у 14. веку, и која је у овој палачи непрекидно деловала све до пада Републике. Врло брзо, већ поткрај 16. века, Дивона постаје и културно средиште Републике када је у њој основана прва књижевна институција у Дубровнику - „Академија сложних“ у којој су се окупљали најобразованији грађани Дубровника и ту су расправљали о књижевности, уметности и свим научним достигнућима свога времена. У њој је организована и прва школа у Дубровнику.
Данас је у палати смештен Државни архив у Дубровнику, који чува историјску грађу Дубровачке републике с материјалима најстарије историје Дубровника и његовог подручја од протеклих векова до најновијег времена. А и палата сама постала је на свој начин један од драгоценијих докумената тог архива. Неоштећена у потресу, опстала је и дочекала наше време.
На тргу пред Спонзом сваке године свечано се отварају Дубровачке љетне игре. С терасе изнад трема испред Спонзе глумци обучени у костиме кнеза и дубровачке властеле евоцирају давна времена културних манифестација и слободе Дубровачке републике.

## Галерија
- Бочни поглед на палату
- Атриј палате
- Палата Спонза